# Dolmans-Boels Cyclingteam/Saison 2012
Dieser Artikel listet Erfolge und Fahrerinnen des Radsportteams Dolmans-Boels Cyclingteam in der Saison 2012 auf.
Die Mannschaft schloss die UCI-Weltrangliste auf Rang 19 und den UCI-Weltcup 2012 auf Rang 9 ab.

## Team
| Name                 | Geburtsdatum | Nationalität           |
| -------------------- | ------------ | ---------------------- |
| Martine Bras         | 17.05.1978   | Niederlande            |
| Lieselot Decroix     | 12.05.1987   | Belgien                |
| Karen Elzing         | 14.05.1993   | Niederlande            |
| Janneke Ensing       | 21.09.1986   | Niederlande            |
| Alie Gercama         | 27.05.1990   | Niederlande            |
| Nina Kessler         | 04.07.1988   | Niederlande            |
| Anouska Koster       | 20.08.1993   | Niederlande            |
| Marissa Otten        | 11.07.1989   | Niederlande            |
| Mascha Pijnenborg    | 30.06.1981   | Niederlande            |
| Pauliena Rooijakkers | 12.05.1993   | Niederlande            |
| Winanda Spoor        | 27.01.1991   | Niederlande            |
| Jelena Tschalych     | 25.03.1974   | Aserbaidschan          |
| Emma Trott           | 24.12.1989   | Vereinigtes Königreich |
| Irene van den Broeck | 26.08.1980   | Niederlande            |
| Laura van der Kamp   | 24.07.1992   | Niederlande            |

### Erfolge
| Datum   | Rennen                               | Kat. | Siegerin           |
| ------- | ------------------------------------ | ---- | ------------------ |
| 9. Mai  | Heydar Aliyev Anniversary Time Trial | 1.2  | Jelena Tschalych   |
| 24. Mai | Tour de Free State 2. Etappe         | 2.1  | Laura van der Kamp |